# DVS Records
DVS Records was een Nederlands platenlabel. DVS Records bracht voornamelijk progressieve rock annex progmetal uit. Het label werd in 2001 opgericht door René Janssen en Erik van Geel, liefhebbers van de uitgebrachte muziek en tevens organisatoren van ProgPower. Op 31 december 2007 viel het doek voor het platenlabel uit Baarlo. 
De volgende band brachten albums uit via dit label:
- Alias Eye (Duitsland)
- Ashes to Ashes (Noorwegen)
- Chaoswave (Italië)
- Chrome Shift (Denemarken)
- Dynamic Lights (Italië)
- Heaven's Cry (Canada)
- Into Eternity (Nederland)
- Silent Edge (Nederland)
- Sonic Debris (Noorwegen)
- The Aurora Project (Nederland)
- Voyager (Australië)
- Wolverine (Zweden)